# Glena sucula
Glena sucula là một loài bướm đêm trong họ Geometridae.